# Communauté rurale de Dar Salam
La communauté rurale de Dar Salam est une communauté rurale du Sénégal située au sud-est du pays. 
Elle fait partie de l'arrondissement de Dar Salam, du département de Salemata et de la région de Kédougou.